# سازهای تیغه‌ای

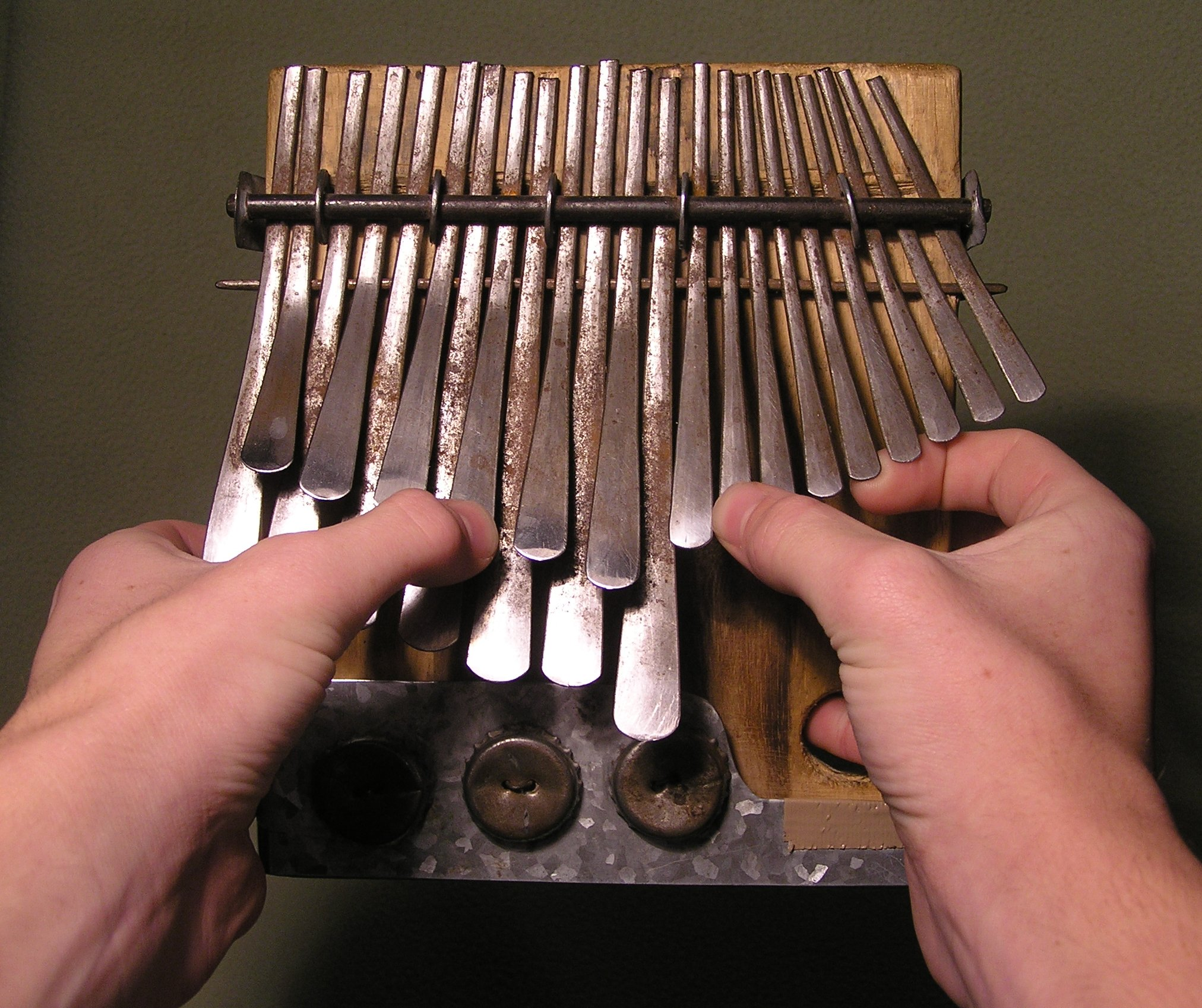
مبیرا.

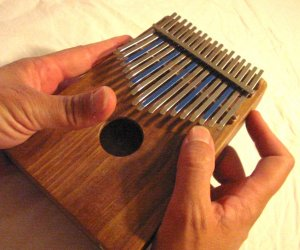
کالیمبا.

سازهای تیغه‌ای (به انگلیسی: Lamellaphones)
خانواده‌ای از خودصداهای زخمه‌ای هستند که در آن‌ها با ارتعاش یک یا چند تیغه صدا تولید می‌شود. از نمونه این سازها می‌توان به کالیمبا و مبیرا  یا زنبورک اشاره کرد.
مبیرا (به انگلیسی: Mbira) خانواده ای از آلات موسیقی سنتی برای مردم شونا زیمبابوه است. آنها از یک تخته چوبی (اغلب مجهز به تشدید کننده) با قلاب های فلزی تکان دهنده متصل تشکیل شده اند که با نگه داشتن ساز در دست ها و کشیدن قلاب ها با شست (حداقل)، انگشت سبابه راست (بیشتر mbira) و گاهی اوقات انگشت سبابه چپ نواخته می‌شود.
موسیقی شناسان آن را به عنوان یک لاملافون، بخشی از خانواده آلات موسیقی که با کشیدن انگشت روی تیغه نواخته می شود  ، طبقه بندی می کنند. در شرق و جنوب آفریقا، انواع مختلفی از mbira وجود دارد که اغلب با هوشو، (یک ساز جغجغه ای)همراه است. اغلب ساز مهمی است که در مراسم مذهبی، عروسی ها و سایر مجالس اجتماعی نواخته می شود.
این‌گونه سازها یک یا چند تیغه یا زبانه از جنس فلز یا غیره دارند که یک سر آن‌ها به ساز متصل شده و سر دیگر آن‌ها آزاد است. نوازنده، بر انتهای آزاد تیغه با دست یا سر انگشت زخمه می‌زند و با این کار صدای مورد نظر ایجاد می‌شود.
سازهای تیغه‌ای در سامانه هورن‌بوستل-زاکس دسته ۱۲ را تشکیل می‌دهند.
مردمان بومی سیبری - زیمبابوه در موسیقی محلی خود از سازهای تیغه‌ای استفاده زیادی می‌کنند.